# Antonio Garrido (actor)
Antonio Jesús Garrido Benito (Salteras, Sevilla, 20 de agosto de 1971), más conocido como Antonio Garrido, es un actor y presentador de televisión español. Es hijo del periodista José Luis Garrido Bustamante.

## Trayectoria profesional

### Actor
Como intérprete ha intervenido episódicamente en varias series y ha formado parte del elenco en Al filo de la ley (2005), en Televisión Española, Los simuladores (2006-07), en Cuatro, y La chica de ayer (2009), en Antena 3 (interpretando el papel de Joaquín Gallardo, un inspector de policía de 42 años). 
Desde enero de 2010, hasta 2012 interpretó a Mario, el «padre de familia» de la serie Los protegidos, en Antena 3.
En 2013, fichó por la 2.ª temporada de la serie de sobremesa Amar es para siempre (continuación de Amar en tiempos revueltos) en Antena 3 interpretando a Augusto Lloveras. 
En 2016 participa en la serie El Caso. Crónica de sucesos, interpretando al comisario de policía Antonio Camacho. También realiza un personaje episódico en El hombre de tu vida.
En 2017 ficha como protagonista para IFamily, de TVE. En agosto, se hace pública su participación en Cuerpo de élite, de Antena 3, con un papel principal, junto a Cristina Castaño y Ana Morgade.
En 2018 se incorpora al rodaje de la tercera temporada de Servir y proteger interpretando a Damián, un señor que acaba de abrir su nueva ferretería en Distrito Sur. En 2019 forma parte del reparto de Matadero para Antena 3 , El embarcadero para 0 y Mercado Central para TVE.
Desde el 2016, en la época de Cuaresma, es director y actor del programa de humor cofrade "El Palermasso"; donde junto con un grupo de amigos, realizan pequeños Skecht de humor sobre aspectos cotidianos de la Semana Santa de Sevilla

### Presentador
Como presentador debutó en el canal local Onda Giralda (ahora Giralda TV) con el programa de cultura cofradiera Añoranza en 1998. Un año más tarde pasa a Canal Sur Televisión canal en el que conduce El día D, Vamos de fiesta y Andalucía directo desde 1999. En 2007 pasaba a Cuatro para presentar el concurso Gente de mente (2007) y posteriormente a Televisión Española poniéndose al frente del concurso Identity (2007-08) y el espacio divulgativo Hijos de Babel (2008). Desde el 18 de mayo de 2009 y durante unos meses presentó una nueva edición del concurso ¿Quién quiere ser millonario? en Antena 3, simultaneando su trabajo en la serie La chica de ayer. Fue uno de los cuatro presentadores del especial de Nochevieja de TVE del año 2007. En 2012, conduce para las cadenas integradas en la FORTA el concurso El duelo.En septiembre de 2024 comienza a presentar en Canal Sur la versión Andaluza de Atrápame si puedes

### Cine
Su trayectoria cinematográfica ha sido algo más exigua, destacando sus intervenciones en Camarón (2005), de Jaime Chávarri, Desde que amanece apetece (2006), de Antonio del Real, El camino de los ingleses (2006), de Antonio Banderas, Diario de una ninfómana (2008), de Christian Molina, La chispa de la vida (2011), de Álex de la Iglesia, La playa de los ahogados (2015), de Gerardo Herrero  y Zona hostil (2017), de Adolfo Martínez.

### Teatro
Se inició profesionalmente como actor en el teatro al participar en la obra Bajarse al moro, de José Luis Alonso de Santos. A ella la seguirían, entre otras, Breve Brecht, Un nuevo mundo, El barbero de Sevilla, Réquiem de Berlín y El otro lado de la cama, que le valió, en 2005, una candidatura a los Premios de la Unión de Actores como mejor actor secundario en la categoría de teatro.
En 2015 representó junto a Gabino Diego y Antonio Hortelano la obra cómica Nuestras mujeres.

## Vida personal
Mantuvo una relación sentimental con Araceli Álvarez de Sotomayor durante muchos años, casándose el 12 de julio de 2008 en la iglesia de Santa Marina de Córdoba, ciudad natal de la novia. En febrero de 2010 se divorcian, y en abril comienza a salir con una santiaguesa llamada Lucía. En septiembre de 2012, se convierten en padres de un niño y en 2019 tienen un segundo hijo. 
Es contraguía de la Hermandad del Buen Fin en Sevilla. Es reconocido aficionado del Real Betis Balompié y en ocasiones se presta para presentar actos de la plantilla verdiblanca en el Estadio Benito Villamarín.

## Filmografía

### Televisión
| Año         | Serie                       | Canal         | Personaje                      | Notas         |
| ----------- | --------------------------- | ------------- | ------------------------------ | ------------- |
| 1994        | Teatro de la comedia        | La 1 (TVE)    |                                |               |
| 1996        | El Séneca                   | La 1 (TVE)    |                                |               |
| 1999 - 2000 | Plaza alta                  | La 1 (TVE)    | Ángel                          |               |
| 2002        | 20 tantos                   | Telecinco     |                                | 1 episodio    |
| 2002        | Ágora                       |               | Teodoro                        |               |
| 2003        | Los Serrano                 | Telecinco     | Profesor de autoescuela        | 1 episodio    |
| 2003        | Hospital Central            | Telecinco     | Capellán Sancho                | 2 episodios   |
| 2003        | La Mari                     | Canal Sur     | Pedro                          | 2 episodios   |
| 2003        | Cuéntame como pasó          | La 1 (TVE)    | Profesor Barrantes             | 1 episodio    |
| 2003 - 2004 | El comisario                | Telecinco     | Cisneros / Campillo            | 3 episodios   |
| 2004        | Arrayán                     | Canal Sur     | Víctor Fortuny                 |               |
| 2004        | Mis adorables vecinos       | Antena 3      |                                | 1 episodio    |
| 2004        | La sopa boba                | Antena 3      | Policía                        | 2 episodios   |
| 2005        | Un paso adelante            | Antena 3      | Andrés                         | 2 episodios   |
| 2005        | Aquí no hay quien viva      | Antena 3      | Raúl                           | 1 episodio    |
| 2005        | Al filo de la ley           | La 1 (TVE)    | Alfredo Molina                 | 5 episodios   |
| 2006 - 2007 | Los simuladores             | Cuatro        | Jota                           | 17 episodios  |
| 2008        | Buscando al hombre perfecto |               | Miguel                         | TV movie      |
| 2008 - 2009 | La chica de ayer            | Antena 3      | Joaquín Gallardo "King"        | 8 episodios   |
| 2009        | Desátate                    |               | Antonio                        | TV movie      |
| 2010 - 2012 | Los protegidos              | Antena 3      | Mario Montero                  | 41 episodios  |
| 2012        | Con el culo al aire         | Antena 3      | Él mismo                       | 1 episodio    |
| 2013        | Isabel                      | La 1 (TVE)    | Duque de Medina Sidonia        | 1 episodio    |
| 2013 - 2014 | Amar es para siempre        | Antena 3      | Augusto Lloveras               | 269 episodios |
| 2016        | El Caso: Crónica de sucesos | La 1 (TVE)    | Antonio "Toño" Camacho Carmona | 13 episodios  |
| 2016        | El hombre de tu vida        | La 1 (TVE)    | Agustín                        | 1 episodio    |
| 2017        | IFamily                     | La 1 (TVE)    | Luis Molina                    | 8 episodios   |
| 2018        | Cuerpo de élite             | Antena 3      | Efe                            | 13 episodios  |
| 2018 - 2019 | Servir y proteger           | La 1 (TVE)    | Damián Pérez                   | 189 episodios |
| 2019        | Matadero                    | Antena 3      | Francisco "Paco" Sánchez       | 3 episodios   |
| 2019 - 2020 | El embarcadero              | 0 (Movistar+) | Jaume "Big Boss"               | 14 episodios  |
| 2019 - 2021 | Mercado central             | La 1 (TVE)    | Elías de la Cruz               | 310 episodios |
| 2021        | Los protegidos: El regreso  | Atresplayer   | Mario Montero                  | 4 episodios   |
| 2022        | Historias de Protegidos     | Atresplayer   | Mario Montero                  | 1 episodio    |
| 2022 - 2023 | Los protegidos: ADN         | Atresplayer   | Mario Montero                  | 6 episodios   |
| 2025        | Perdiendo el juicio         | Antena 3      | Marcos Pagudo                  | 2 episodios   |

#### Como colaborador
- Teletipos, un programa (2005)
- La hora de José Mota, un programa: Verdades y mentiras (2009)
- Land Rober-Tunai Show, programa de la TVG

#### Como concursante
- ¿Quién quiere ser millonario?, concursante (2021)

#### Como presentador
- Reportero callejero de Canal 47 (1994)
- Programas para la televisión local Onda Giralda (1998)
- Presentador de diferentes galas (Fin de año, Gala de Andalucía) para Canal Sur (1999)
- Andalucía directo, colaborador para Canal Sur (1999)
- Hablemos claro, copresentador junto con Isabel Gemio y Cristina Tárrega para Canal Sur (2000)
- Vamos de fiesta, galas para Canal Sur (2000)
- El Día E, concurso para Canal Sur (2001)
- Gente de mente, concurso para Cuatro (2007)
- Hijos de Babel, concurso para TVE (2008)
- Identity, concurso para TVE (2007-2008)
- ¿Quién quiere ser millonario?, concurso para Antena 3 (2009)
- El duelo, concurso para la FORTA (2012)
- Atrápame si puedes, concurso para Canal Sur (2024)

### Largometrajes
- Yerma, intervención especial. Dir. Pilar Távora (1998)
- Camarón, reparto. Dir. Jaime Chavarri (2005)
- 15 días contigo, como un cliente facha. Dir. Jesús Ponce (2005)
- Desde que amanece apetece, como nenaza. Dir. Antonio del Real (2006)
- El camino de los ingleses, como Cardona (2006)
- Trío de ases: el secreto de la Atlántida, como Pit. Dir. Joseba Vázquez (2008)
- Diario de una ninfómana, como Giovanni. Dir. Cristian Molina(2007)
- 7 minutos, como Luismi. Dir. Daniela Fejerman (2008)
- La chispa de la vida, como Dr. Velasco. Dir. Álex de la Iglesia (2011)
- Fin, como Rafa. Dir. Jorge Torregrosa (2011)
- Sólo para dos, como Jairo. Dir. Roberto Santiago (2012)
- Love Unlimited, como el padre de Paul. Dir. Alejandro Ochoa (2013)
- La playa de los ahogados, como Rafael Estévez. Dir. Gerardo Herrero (2015)
- Zona hostil, como el Comandante Ledesma. Dir. Adolfo Martínez (2017)
- Mama no enRedes, como Mario. Dir. Daniela Fejerman (2022)

### Cortometrajes
- Ludoterapia. Dir. León Siminiani (2006)

### Teatro
- Bajarse al moro, por la Fundación El Monte (1995)
- Breve brecht. Dir. Bertlod Brecht/Daniel Suárez (1995)
- Héctor, iniciativa de los alumnos del Instituto del Teatro (1996)
- Un nuevo mundo. Dir. Juan Dolores Caballero (1996)
- El barbero de Sevilla. Dir. José Luis Castro (1997)
- Extraño. Dir. Pedro Álvarez Osorio (1997)
- Cambalache. Dir. Daniel Suárez (1997)
- Fe. Dir. Julio Fraga (1998)
- Réquiem de Berlín. Dir. Bertolt Brecht (1998)
- Otelo el moro, como Yago (2000-2001)
- El otro lado de la cama, como Rafa (2004-2005)
- El burlador de Sevilla, como el Burlador (2007)
- Nuestras mujeres (2015)

### Internet
- El Palermasso (2016-presente)